# 天主教穆拉雅教區
天主教穆拉雅教區（拉丁語：Dioecesis Murangaensis）是肯亞一個羅馬天主教教區，屬涅里總教區。
教區成立於1983年3月17日，包括穆拉雅區、基林亞加區，以及錫卡區小部。2004年有695,830名教友（佔轄區總人口48.3%）、三十三個堂區、八十名司鐸。現任教區主教為雅各伯·馬利亞·瓦伊納伊納·昆古。